# 5427 Дженсмартін
5427 Дженсмартін (5427 Jensmartin) — астероїд головного поясу, відкритий 13 травня 1986 року.
Тіссеранів параметр щодо Юпітера — 3,832.